# Powiat Innsbruck-Land
Powiat Innsbruck-Land (niem. Bezirk Innsbruck-Land) – powiat w Austrii, w kraju związkowym Tyrol. Siedziba powiatu znajduje się w mieście statutarnym Innsbruck, które jednak do powiatu nie należy.

## Geografia
Południowa i środkowa część powiatu leży w Alpach Centralnych, północna zaś w Północnych Alpach Wapiennych. Granica z Tyrolem Południowym (Włochy) biegnie w Alpach Zillertalskich i w Stubaier Alpen, które oddzielają również powiat Imst na zachodzie. Centralna część powiatu leży w Tuxer Alpen. Północny rejon i granica z Niemcami znajdują się w górach Wettersteingebirge i Karwendel. Obszar od Innsbrucka na północ znajduje się w niezamieszkanym Rezerwacie przyrody Karwendel (Alpenpark Karwendel), tam również znajduje się źródło Izary.
Główne ciągi komunikacyjne i większe miejscowości zlokalizowano w dolinach Innu, Wipptal i Stubaital.

## Podział administracyjny
Jest powiatem z największą liczbą gmin w kraju. Podzielony jest na 63 gminy, w tym jedną gminę miejską (Stadt), osiem gmin targowych (Marktgemeinde) oraz 54 gminy wiejskie (Gemeinde). 
| Miasta 1. Hall in Tirol (14 418) Gminy targowe 1. Fulpmes (4560) 2. Matrei am Brenner (3545) 3. Rum (9381) 4. Steinach am Brenner (3684) 5. Telfs (16 271) 6. Völs (7186) 7. Wattens (8173) 8. Zirl (8224) Gminy 1. Absam (7329) 2. Aldrans (2804) 3. Ampass (1858) 4. Axams (6251) 5. Baumkirchen (1290) 6. Birgitz (1510) 7. Ellbögen (1154) 8. Flaurling (1304) 9. Fritzens (2186) 10. Gnadenwald (856) 11. Götzens (4143) | 1. Gries am Brenner (1342) 2. Gries im Sellrain (630) 3. Grinzens (1471) 4. Gschnitz (452) 5. Hatting (1509) 6. Inzing (4018) 7. Kematen in Tirol (3229) 8. Kolsass (1659) 9. Kolsassberg (843) 10. Lans (1167) 11. Leutasch (2507) 12. Mieders (1993) 13. Mils (4616) 14. Mutters (2285) 15. Natters (2098) 16. Navis (2048) 17. Neustift im Stubaital (5012) 18. Oberhofen im Inntal (1890) 19. Obernberg am Brenner (400) 20. Oberperfuss (3085) 21. Patsch (1136) 22. Pettnau (1103) | 1. Pfaffenhofen (1285) 2. Polling in Tirol (1367) 3. Ranggen (1125) 4. Reith bei Seefeld (1554) 5. Rinn (1937) 6. St. Sigmund im Sellrain (187) 7. Scharnitz (1440) 8. Schmirn (874) 9. Schönberg im Stubaital (1084) 10. Seefeld in Tirol (3596) 11. Sellrain (1336) 12. Sistrans (285) 13. Telfes im Stubai (1616) 14. Thaur (4300) 15. Trins (1372) 16. Tulfes (1696) 17. Unterperfuss (238) 18. Vals (525) 19. Volders (4530) 20. Wattenberg (778) 21. Wildermieming (996) |
| (stan liczby mieszkańców 1 stycznia 2023) | | |

## Galeria

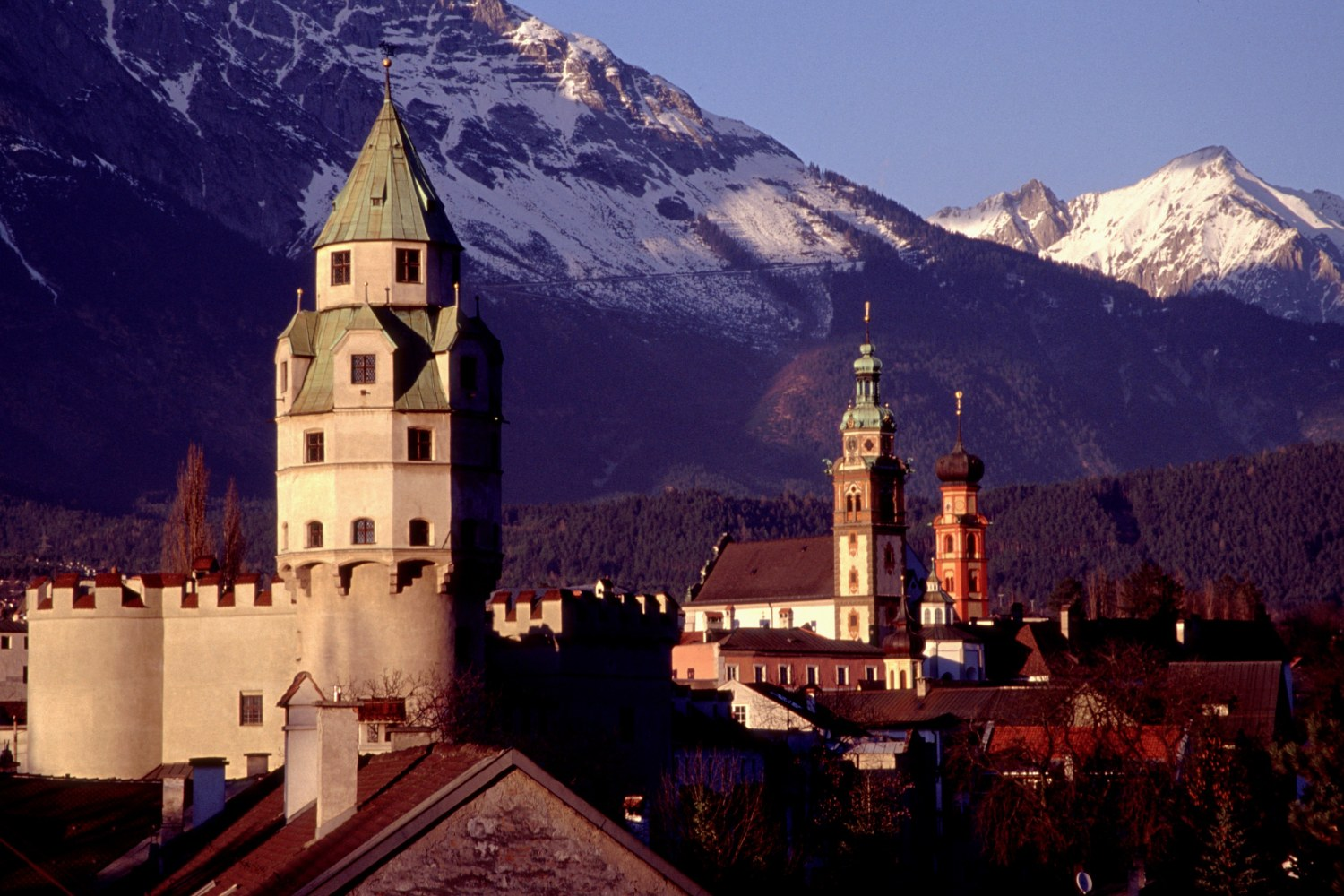
Hall in Tirol
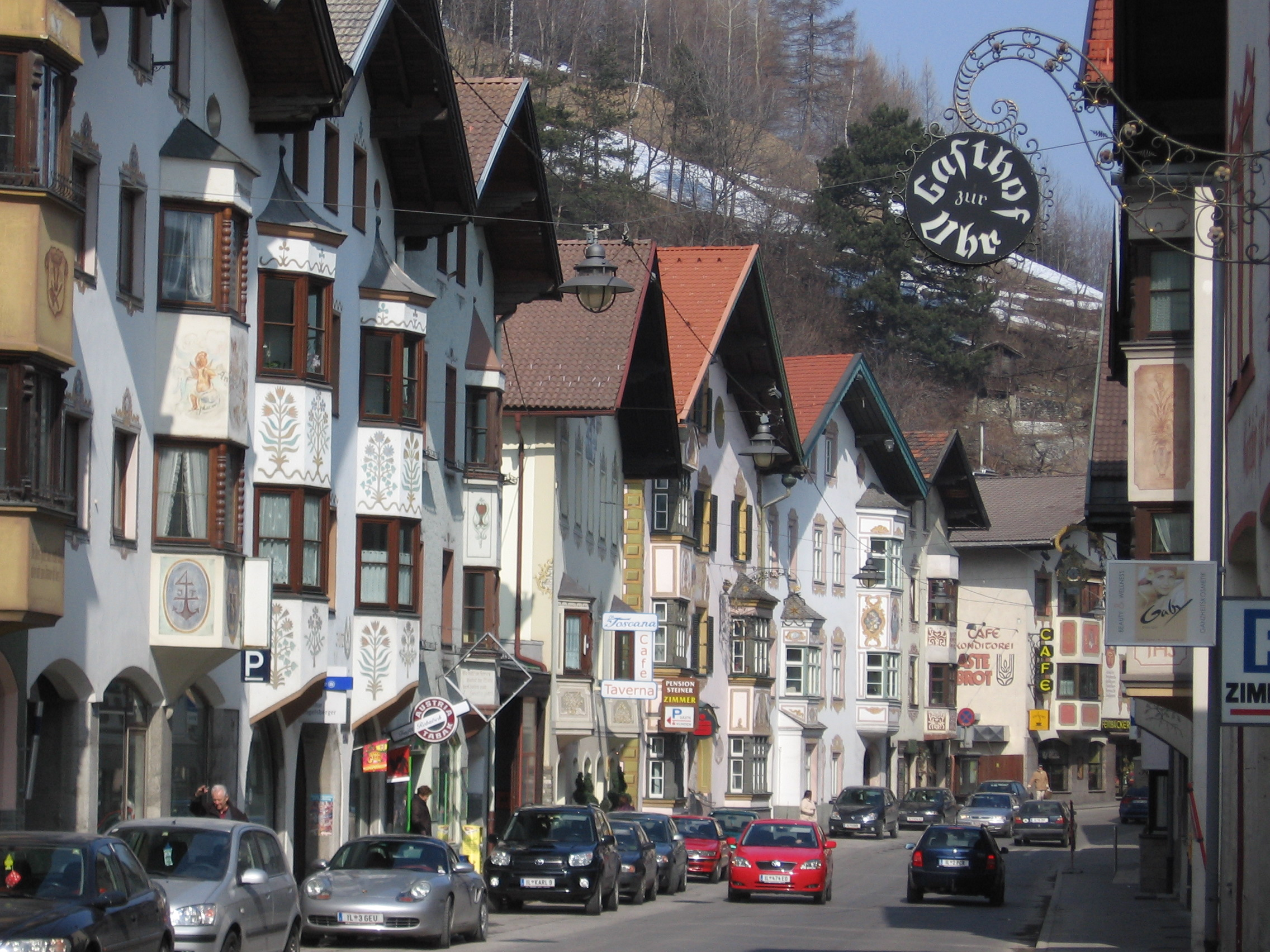
Brennerpassstraße w Matrei
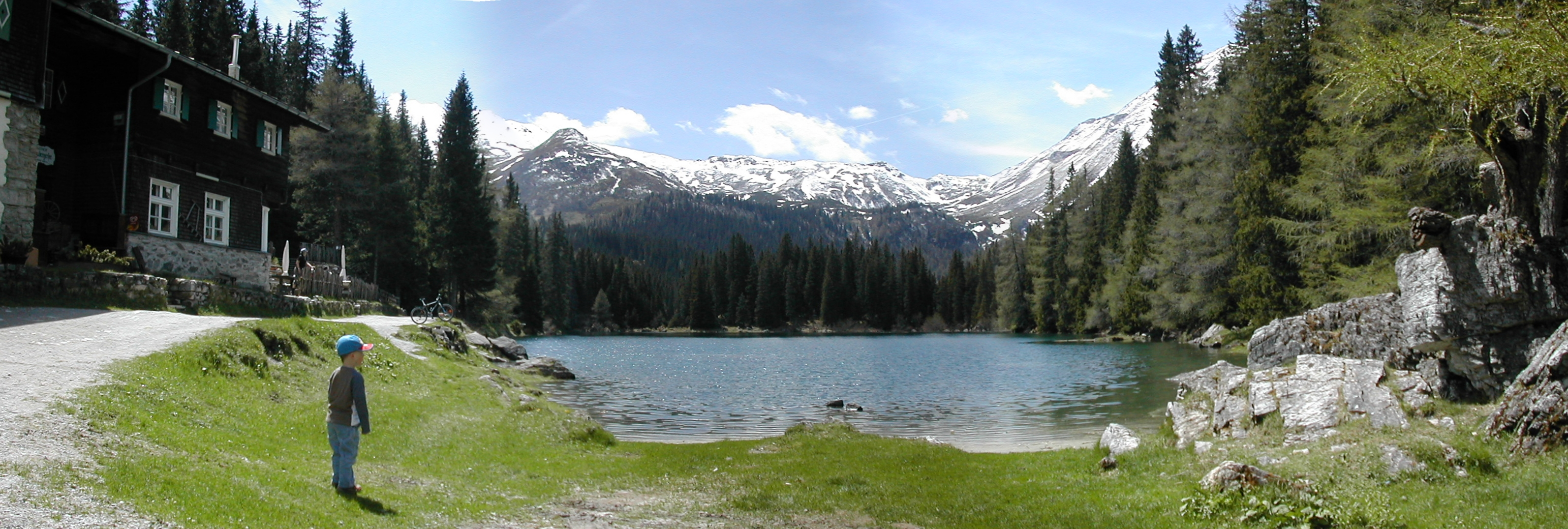
Jezioro Obernbergersee